# Менгден, Иван Алексеевич фон
Иван Алексеевич фон Менгден (Фамендин) (?—1731, Астрахань) — российский военачальник, генерал-майор.

## Биография
Происходил из вестфальского дворянского рода, бывшего на русской службе с XVII века; был родственником первого полковника Преображенского полка Георга фон Менгдена.
Участвовал в Северной войне со Швецией, с 1707 года командовал пехотным полком (с 1708 года — Устюжский пехотный полк). В 1709 году вместе с полком оборонялся в Полтаве, осаждённой шведами.
Был произведён в генерал-майоры. Затем был Казанским (1725) и Астраханским (1726—1731) губернатором. С 28 апреля 1730 года — тайный советник.
Скончался в Астрахани 18 (29) ноября 1731 года.